# Prez
Prez ist eine französische Gemeinde mit 132 Einwohnern (Stand 1. Januar 2022) im Département Ardennes in der Region Grand Est (vor 2016 Champagne-Ardenne). Sie gehört zum Arrondissement Charleville-Mézières, zum Kanton Signy-l’Abbaye und zum Gemeindeverband Ardennes Thiérache.

## Geographie
Die Gemeinde liegt im 2011 gegründeten Regionalen Naturpark Ardennen. Umgeben wird Prez von den Nachbargemeinden Aouste im Westen, Estrebay im Nordwesten, Flaignes-Havys im Nordosten und Osten, Logny-Bogny im Südosten sowie Liart im Süden. Sie wird vom Flüsschen Aube, einem Nebenfluss des Ton, durchquert.

## Bevölkerungsentwicklung
| Jahr                       | 1962 | 1968 | 1975 | 1982 | 1990 | 1999 | 2007 | 2018 |
| Einwohner                  | 111  | 97   | 130  | 137  | 105  | 112  | 140  | 133  |
| Quellen: Cassini und INSEE |      |      |      |      |      |      |      |      |

## Sehenswürdigkeiten
- Wehrkirche Saint-Martin, erbaut im 12. Jahrhundert
- Ferme du Maipas, Festungsbau aus dem frühen 17. Jahrhundert, Monument historique seit 1926[1]

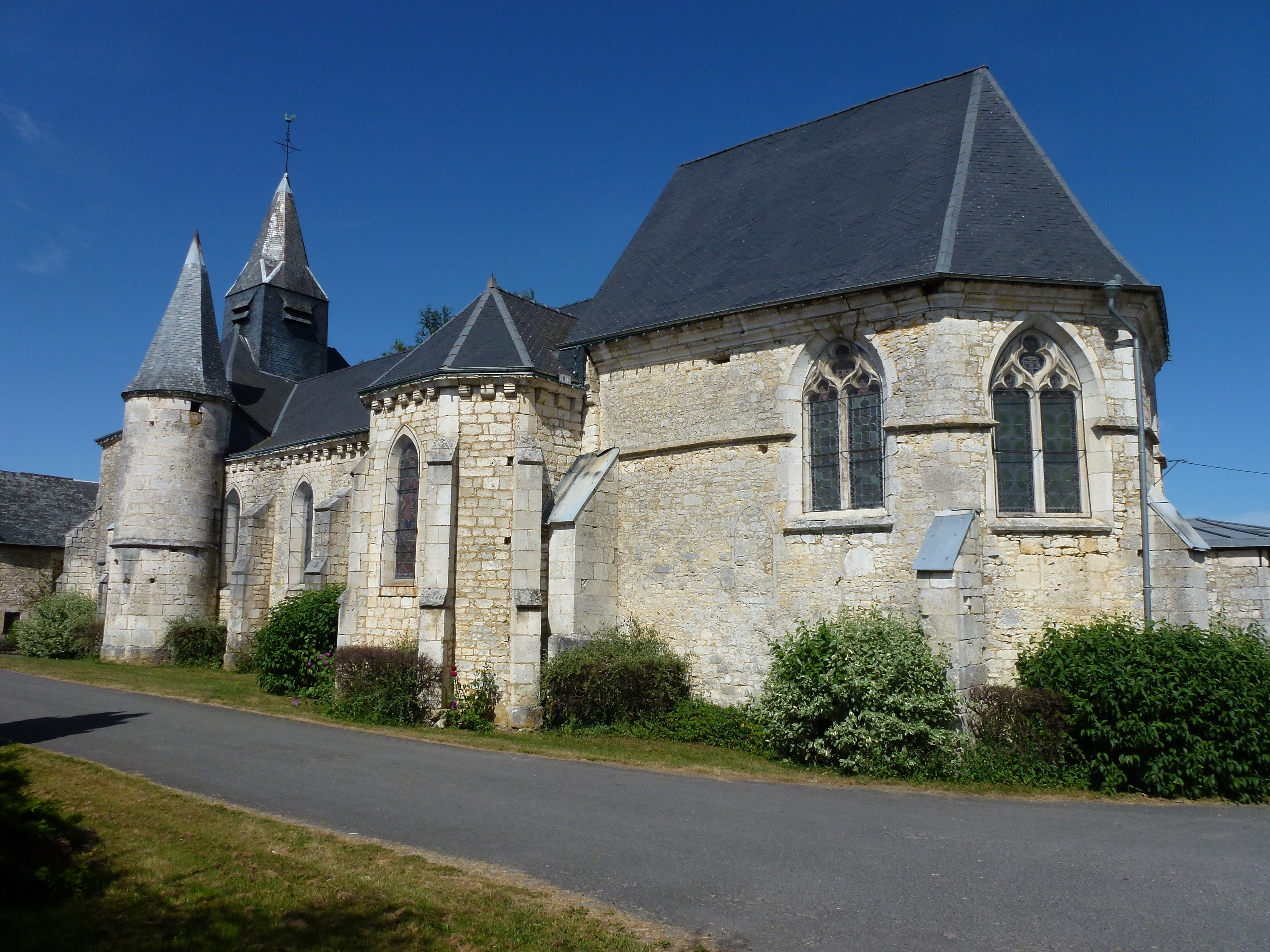
Kirche Saint-Martin
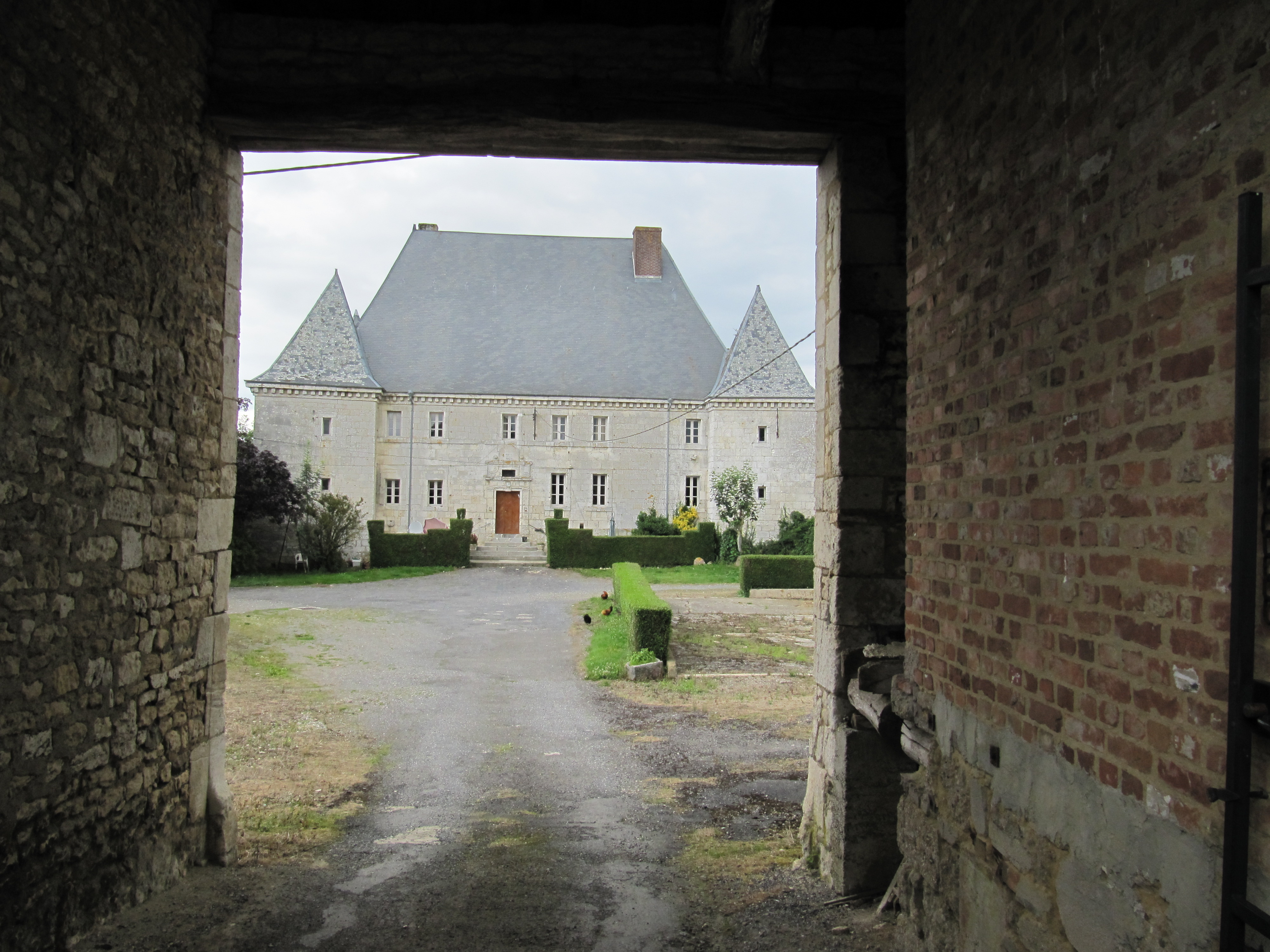
Ferme du Maipas